# Hypnum napaeum
Hypnum napaeum là một loài Rêu trong họ Hypnaceae. Loài này được Limpr. mô tả khoa học đầu tiên năm 1876.